# Mistrzostwa Europy w Wioślarstwie 2010 – ósemka mężczyzn
Ósemka mężczyzn (M8+) - konkurencja rozgrywana podczas Mistrzostw Europy w Wioślarstwie 2010 w Montemor-o-Velho między 10 a 12 września.

## Harmonogram konkurencji
| Wydarzenie                  | Runda      |
| --------------------------- | ---------- |
| Piątek, 10 września 2010    | Eliminacje |
| Sobota, 11 września 2010    | Repasaże   |
| Niedziela, 12 września 2010 | Finał B    |
| Niedziela, 12 września 2010 | Finał A    |

## Medaliści
| Złoto | Srebro | Brąz |
| Niemcy · Gregor Hauffe · Maximilian Reinelt · Kristof Wilke · Florian Mennigen · Richard Schmidt · Lukas Müller · Toni Seifert · Sebastian Schmidt · Martin Sauer | Polska · Rafał Hejmej · Jarosław Godek · Piotr Hojka · Krystian Aranowski · Michał Szpakowski · Marcin Brzeziński · Piotr Juszczak · Mikołaj Burda · Daniel Trojanowski | Ukraina · Andrij Pryweda · Wiktor Hrebennykow · Anton Cholaznykow · Dmytro Prokopenko · Ołeh Łykow · Wałentyn Kłećkoj · Andrij Szpak · Serhij Czykanow · Ołeksandr Konowaluk |

## Wyniki

### Eliminacje
Reguła kwalifikacji: 1 → FA, 2.. → R

#### Eliminacje 1
| Miejsce | Zawodnik | Kraj     | Czas    | Uwagi |
| ------- | --- | -------- | ------- | ----- |
| 1       | Rafał Hejmej Jarosław Godek Piotr Hojka Krystian Aranowski Michał Szpakowski Marcin Brzeziński Piotr Juszczak Mikołaj Burda Daniel Trojanowski                 | Polska   | 5:38,66 | FA    |
| 2       | Vincent van der Want Robert Lücken Rogier Blink Kaj Hendriks Meindert Klem Sjoerd Hamburger Olivier Siegelaar Diederik Simon Peter Wiersum                     | Holandia | 5:43,97 | R     |
| 3       | Domenico Montrone Andrea Tranquilli Emanuele Liuzzi Rosario Agrillo Romano Battisti Pierpaolo Frattini Sergio Canciani Raffaello Leonardo Andrea Lenzi         | Włochy   | 5:44,74 | R     |
| 4       | Andriej Stolarow Gieorgij Jefriemienko Michaił Biełow Władimir Wołodienkow Iwan Podszywałow Denis Nikiforow Anton Zarucki Aleksandr Litwinczew Pawieł Safonkin | Rosja    | 5:48,12 | R     |

#### Eliminacje 2
| Miejsce | Zawodnik | Kraj    | Czas    | Uwagi |
| ------- | --- | ------- | ------- | ----- |
| 1       | Gregor Hauffe Maximilian Reinelt Kristof Wilke Florian Mennigen Richard Schmidt Lukas Müller Toni Seifert Sebastian Schmidt Martin Sauer           | Niemcy  | 5:42,25 | FA    |
| 2       | Andrij Pryweda Wiktor Hrebennykow Anton Cholaznykow Dmytro Prokopenko Ołeh Łykow Wałentyn Kłećkoj Andrij Szpak Serhij Czykanow Ołeksandr Konowaluk | Ukraina | 5:47,30 | R     |
| 3       | Rauno Talisoo Alo Kuslap Kaur Kuslap Martin Neerot Artur Maier Sten-Erik Anderson Jaan Laos Andrus Sabiin Siim Schvede                             | Estonia | 5:49,53 | R     |
| 4       | David Szabó Matyáš Klang Karel Behal Jakub Koloc Petr Melichar Jan Pilc Jiří Srna Petr Handlovic Martin Šuma                                       | Czechy  | 6:06,77 | R     |

### Repasaże
Reguła kwalifikacji: 1-4 → FA, 5... → FB
| Miejsce | Zawodnik | Kraj     | Czas    | Uwagi |
| ------- | --- | -------- | ------- | ----- |
| 1       | Vincent van der Want Robert Lücken Rogier Blink Kaj Hendriks Meindert Klem Sjoerd Hamburger Olivier Siegelaar Diederik Simon Peter Wiersum                     | Holandia | 5:45,23 | FA    |
| 2       | Andrij Pryweda Wiktor Hrebennykow Anton Cholaznykow Dmytro Prokopenko Ołeh Łykow Wałentyn Kłećkoj Andrij Szpak Serhij Czykanow Ołeksandr Konowaluk             | Ukraina  | 5:47,24 | FA    |
| 3       | Andriej Stolarow Gieorgij Jefriemienko Michaił Biełow Władimir Wołodienkow Iwan Podszywałow Denis Nikiforow Anton Zarucki Aleksandr Litwinczew Pawieł Safonkin | Rosja    | 5:50,31 | FA    |
| 4       | Domenico Montrone Andrea Tranquilli Emanuele Liuzzi Rosario Agrillo Romano Battisti Pierpaolo Frattini Sergio Canciani Raffaello Leonardo Andrea Lenzi         | Włochy   | 5:51,33 | FA    |
| 5       | David Szabó Matyáš Klang Karel Behal Jakub Koloc Petr Melichar Jan Pilc Jiří Srna Petr Handlovic Martin Šuma                                                   | Czechy   | 5:52,26 | FB    |
| 6       | Rauno Talisoo Alo Kuslap Kaur Kuslap Martin Neerot Artur Maier Sten-Erik Anderson Jaan Laos Andrus Sabiin Siim Schvede                                         | Estonia  | 5:57,21 | FB    |

### Finał B
| Miejsce | Zawodnik | Kraj    | Czas    | Uwagi |
| ------- | --- | ------- | ------- | ----- |
| 1       | David Szabó Matyáš Klang Karel Behal Jakub Koloc Petr Melichar Jan Pilc Jiří Srna Petr Handlovic Martin Šuma           | Czechy  | 5:47,93 |       |
| 2       | Rauno Talisoo Alo Kuslap Kaur Kuslap Martin Neerot Artur Maier Sten-Erik Anderson Jaan Laos Andrus Sabiin Siim Schvede | Estonia | 5:51,16 |       |

### Finał A
| Miejsce | Zawodnik | Kraj     | Czas    | Uwagi |
| ------- | --- | -------- | ------- | ----- |
|         | Gregor Hauffe Maximilian Reinelt Kristof Wilke Florian Mennigen Richard Schmidt Lukas Müller Toni Seifert Sebastian Schmidt Martin Sauer                       | Niemcy   | 5:51,94 |       |
|         | Rafał Hejmej Jarosław Godek Piotr Hojka Krystian Aranowski Michał Szpakowski Marcin Brzeziński Piotr Juszczak Mikołaj Burda Daniel Trojanowski                 | Polska   | 5:54,22 |       |
|         | Andrij Pryweda Wiktor Hrebennykow Anton Cholaznykow Dmytro Prokopenko Ołeh Łykow Wałentyn Kłećkoj Andrij Szpak Serhij Czykanow Ołeksandr Konowaluk             | Ukraina  | 5:57,82 |       |
| 4       | Vincent van der Want Robert Lücken Rogier Blink Kaj Hendriks Meindert Klem Sjoerd Hamburger Olivier Siegelaar Diederik Simon Peter Wiersum                     | Holandia | 6:02,32 |       |
| 5       | Andriej Stolarow Gieorgij Jefriemienko Michaił Biełow Władimir Wołodienkow Iwan Podszywałow Denis Nikiforow Anton Zarucki Aleksandr Litwinczew Pawieł Safonkin | Rosja    | 6:05,24 |       |
| 6       | Domenico Montrone Andrea Tranquilli Emanuele Liuzzi Rosario Agrillo Romano Battisti Pierpaolo Frattini Sergio Canciani Raffaello Leonardo Andrea Lenzi         | Włochy   | 6:07,27 |       |